# Chile en la clasificación de Conmebol para la Copa Mundial de Fútbol de 2002
La Selección de fútbol de Chile fue uno de los diez equipos nacionales que participaron en la Clasificación de Conmebol para la Copa Mundial de Fútbol, en la que se definieron los representantes de Conmebol para la Copa Mundial de Fútbol de 2002 que se realizó en Corea del Sur y en Japón.
La etapa preliminar —también denominada Eliminatorias— se jugó en América del Sur desde el 28 de marzo de 2000 hasta el 14 de noviembre de 2001.
Esta clasificatoria, ha sido la peor clasificatoria de la selección Chilena desde el sistema de todos contra todos aplicado en 1996, en las clasificatorias para la Copa Mundial de Francia 1998.

## Historia

### Preparación
La selección chilena regresaba tras obtener el cuarto lugar en la Copa América 1999, y un subcampeonato en el Preolímpico Sub-23 Brasil 2000, tras eliminar a Argentina y a Uruguay, Al obtener el segundo lugar en aquel torneo, clasificó a los Juegos Olímpicos de Sídney 2000.
Sin embargo, en la selección adulta, comandada por Nelson Acosta, experimentaba un declive, tras jugar 3 amistosos con Costa Rica, Estados Unidos y con Guatemala, equipos hasta el momento inferiores a Chile, Sin embargo, Chile perdió los 3 amistosos, ante EE. UU. y Guatemala por 1-2, y ante Costa Rica por 0-1. 4 días después del partido ante Guatemala, en el 9 de febrero Chile jugaría la amistosa Copa Ciudad de Valparaíso, junto a Australia, Bulgaria y Eslovaquia. Chile venció en los dos primeros partidos a Australia y Bulgaria, pero luego perdería ante Eslovaquia por 0-2. A pesar de eso, Chile obtuvo el título.
1 mes después, en el 22 de marzo, Chile goleó a Honduras por 5-2 en Santiago, a 7 días de comenzar la primera fecha de las clasificatorias.

### Inicio regular (29 de marzo de 2000-15 de agosto de 2000)
Chile comenzó la clasificatoria rumbo a Corea del Sur y Japón 2002, visitando a la Argentina de Marcelo Bielsa. Debido a la lesión del arquero titular, Nelson Tapia, jugó el arquero de Colo-Colo, Marcelo Ramírez, quien había sido el mejor arquero de la Copa América 1999. Argentina se adelantó con un gol de Gabriel Batistuta en el minuto 9 de tiro libre. Luego, Rodrigo Tello empató con un golazo de tiro libre en el minuto 29. Sin embargo, Juan Sebastián Verón desempataría en el minuto 33, tras un error del arquero Ramírez. Luego en el minuto 70 se declararía penal a favor de la Argentina. El encargado de ejecutar el penal fue Verón quien anotó, aprovechando un nuevo error de Ramírez. En el minuto 87, Claudio López anotaría el 4-1 definitivo, dejando a Chile último en la tabla parcialmente.
En el 26 de abril, Chile recibió a Perú, con el regreso del arquero Nelson Tapia, sustituyendo al arquero Ramírez quien no volvió a vestir la camiseta de la selección en partidos oficiales, debido a su mal rendimiento en el partido anterior. Durante los primeros 40 minutos, Perú fue superior a Chile, tanto así que Juan José Jayo Legario anotaría el primer gol del partido para Perú en el minuto 38. Sin embargo, Javier Margas anotaría el empate en el minuto 42. Durante los siguientes minutos, Perú tuvo situaciones más claras de gol que Chile, pero no pudo ejecutar. El partido finalizó 1-1, dejando a Chile en el noveno puesto parcialmente.
Tras 1 mes sin clasificatorias, Chile visitaba a Uruguay en Montevideo en el 3 de junio, lugar donde Chile nunca ganó. Uruguay venció, con goles de Darío Silva en el minuto 35 y de Paolo Montero en el minuto 42. Chile descontó con gol de Iván Zamorano en el minuto 39 de penal. Luego Chile recibió a Paraguay en Santiago, en el 29 de junio. Chile obtuvo su primera victoria, con goles de Marcelo Salas, Zamorano y un autogol del paraguayo Denis Caniza. Paraguay descontó con gol de José Saturnino Cardozo. A pesar del triunfo, Chile apenas quedó en octavo lugar.
Luego en el 19 de julio, Chile visitaría a Bolivia en La Paz, lugar donde Chile no había ganado en clasificatorias (hasta 2004). Tras un partido muy peleado por ambos equipos, el boliviano Roger Suárez anotó el 1-0 final en el minuto 85.
A pesar de la derrota, en el 25 de julio Chile visitaba a Venezuela, donde ganó por 2-0 con goles de Héctor Tapia en el minuto 70 y de Iván Zamorano en el minuto 89. Sin embargo, se conoció un acto de indisciplina por el medio nacional, denominado como el Cucutazo, donde varios periodistas nacionales captaron a mujeres entrando a la concentración de la selección chilena en Cúcuta, Colombia. Debido a esto, el capitán Iván Zamorano decidió cortar relaciones con la prensa y los periodistas, sin embargo el entrenador Nelson Acosta no estaba de acuerdo con estos hechos.
En el 15 de agosto, Chile recibió a Brasil, quien en ese momento era el mejor equipo del mundo, que había salido subcampeón de la Copa Mundial de 1998, y campeón de la Copa América 1999. El partido se mantuvo discreto, hasta el ingreso de David Pizarro por Marco Villaseca. El ingreso marcó mucho a favor de Chile, que ganó históricamente por 3-0 (este resultado es el peor de Brasil en la historia de las clasificatorias mundialistas) con goles de Fabián Estay, Iván Zamorano y de Marcelo Salas, este último con asistencia de Pizarro. Chile parcialmente quedaba sexto en la tabla, con 2 puntos por abajo de Colombia, su siguiente rival, quien iba segundo en la tabla de posiciones en ese entonces.

### Declive (2 de septiembre de 2000-14 de noviembre de 2001)
Tras la histórica victoria ante Brasil, Chile recibía a Colombia en el 2 de septiembre, en Santiago. Chile debía ganar para meterse entre los primeros 5 clasificados a la Copa del Mundo parcialmente. Durante el transcurso del primer tiempo, Chile fue superior a Colombia, con intentos de Marcelo Salas y de Iván Zamorano, pero el arquero colombiano Óscar Córdoba intervino bien. En el minuto 66, ocurrió un hecho recordado por la hinchada colombiana, donde Jairo Castillo anotaría un gol de chilena en Chile, algo no visto en las clasificatorias anteriores. Tras este gol, los chilenos presionaron a los colombianos, tanto así que el chileno Marcelo Salas anotaría para el empate, pero el gol fue anulado por offside. El partido terminó 0-1 en contra, dejando a Chile lejos del quinto puesto.
En los Juegos Olímpicos de Sídney 2000, Chile obtuvo la medalla de bronce, con jugadores como Cristián Álvarez, David Pizarro, Reinaldo Navia, Rafael Olarra, entre otros, y los 3 jugadores que podían superar el límite de 23 años de edad: Iván Zamorano, Nelson Tapia y Pedro Reyes. Marcelo Salas no fue convocado por lesión. Chile derrotó en ese torneo a selecciones como España (finalista) por 3-1, a Estados Unidos por 2-0, a Marruecos por 4-1, a Nigeria por 4-1 (vigente campeona del torneo de fútbol de los Juegos Olímpicos) y perdió con Corea del Sur por 0-1 y ante Camerún en semifinales por 1-2. Iván Zamorano terminaría siendo el goleador de aquel torneo con 6 goles.
Luego, Chile visitaría a Ecuador en Quito, lugar donde Chile no conocía victorias. Antes de este partido, el jugador Marcelo Salas no fue convocado al duelo, por razones desconocidas, y se convocó a la base de los jugadores que jugaron en Sídney 2000. El partido se jugó en el 8 de octubre, donde tras un partido parejo, Ecuador ganaría por 1-0 con gol de Agustín Delgado en el minuto 75. Este resultado, dejó a Chile en el séptimo puesto.
En el 15 de noviembre, Chile a pesar del regreso de Marcelo Salas, haciendo potente nuevamente la dupla Sa-Za, perdió de local ante Argentina por 0-2, con goles de Ariel Ortega y de Claudio Husaín. 
Tras un fracaso en los últimos meses, Chile disputó la Copa Millenium, disputada en Calcuta, India, en enero de 2001. Chile derrotó a Baréin, Islandia, Uzbekistán y a Japón, pasando a semifinales. En semifinales, perdió ante Bosnia y Herzegovina por 0-1. Después de este torneo, Nelson Acosta, DT de Chile, fue cesado de sus funciones, a pesar de que en noviembre de 2000 había asegurado que no renunciaría.
El presidente de la Asociación Nacional de Fútbol Profesional de Chile (ANFP), Mario Mosquera se encontraba enfermo, sin embargo la directiva de la ANFP rechazó que el técnico argentino Ramón Díaz, campeón de la Copa Libertadores 1996 con River Plate, dirigiera a la Roja, ya que este habría exigido a la ANFP trabajar con la totalidad de su cuerpo técnico, conformado por ocho profesionales, y también rechazaron una posible postulación de Eduardo Bonvallet a ser técnico de la selección, por lo que finalmente fue elegido el técnico chileno Pedro García, gracias a la gestión del periodista Milton Millas. Sin embargo, García llevaba 3 años sin dirigir un equipo (Santiago Wanderers en 1998, que terminó descendiendo a la Primera B) y también estuvo involucrado en el escándalo de los pasaportes falsos mientras dirigía a la selección chilena sub-20 en 1979.
García planeó un amistoso ante Honduras, partido que fue el debut del técnico. Sorpresivamente, terminó con derrota por 1-3, donde el arquero Marcelo Ramírez, quien no jugaba desde marzo de 2000, fue expulsado al agredir al árbitro, tras un gol en su contra. Ramírez fue sancionado con tres meses de suspensión.
Luego Chile visitaba a Perú en Lima en el 27 de marzo, en un ambiente de alta tensión  donde perdió por 1-3 con goles de Flavio Maestri, Andrés Mendoza y de Claudio Pizarro para Perú, y un descuento chileno por parte de Reinaldo Navia.
Chile quedaba casi eliminado, solo dependía de ganar casi todos los partidos desde aquel entonces, Para mantener la esperanza, debía ganarle a Uruguay. Pedro García, el DT de Chile, convocó a jugadores que no habían sido convocados a la Roja, como el arquero Sergio Vargas, ídolo de la Universidad de Chile, Jaime Valdés, Ítalo Díaz, entre otros. Chile recibiría a Uruguay en el 24 de abril, a estadio lleno. Tras un tiro libre de Uruguay, el debutante Ítalo Díaz, anotó en propia puerta. Tras eso, Chile intentaba con tiros de Iván Zamorano, pero fueron atajados por el joven portero uruguayo Fabián Carini. El partido terminaría 0-1 en contra, dejando a Chile casi eliminado en noveno lugar.
En el 2 de junio, Chile visitaba a Paraguay con pocas posibilidades. El arquero Sergio Vargas, atajó un penal a José Luis Chilavert, el arquero paraguayo, quien había hecho declaraciones polémicas sobre Vargas. Sin embargo, en el minuto 90+3, el paraguayo Carlos Humberto Paredes anotaría el gol agónico, eliminando a Chile definitivamente de la Copa del Mundo.
Marcelo Salas, volvería a las convocatorias, tras unas series de lesiones, ocurridas durante un partido con la Juventus de Turín. Fue convocado ante Bolivia, en el 14 de agosto, donde jugó todo el partido, y anotó un doblete en los minutos 35 y 75, evitando que Bolivia ganase en Santiago, empatando finalmente 2-2. 
Luego, en el 1 de septiembre, Chile jugó un amistoso ante Francia, campeona de la Copa Mundial de Fútbol de 1998, de la Eurocopa 2000 y de la Copa Confederaciones 2001. Este partido, sería el último de Iván Zamorano en la selección. Chile ganó por 2-1 con goles de Pablo Galdames y de Reinaldo Navia. Zamorano dijo su adiós a la Roja en el minuto 80 del partido, donde fue reemplazado por Claudio Núñez.
En el 4 de septiembre, Chile recibió a Venezuela, donde regresaron jugadores como Clarence Acuña, Francisco "Murci" Rojas y Nelson Tapia. Venezuela, quien en ese momento era la selección más débil de Sudamérica, dio la sorpresa al ganar 2-0 con goles de Ricardo Páez y de Juan Arango. Aparte, era la primera vez que Venezuela ganaba en un partido oficial de visitante, y a Chile en toda su historia (amistosos, Copa América, clasificatorias). Después del partido, los canales nacionales no transmitieron el compacto del partido, por el impacto que generó, catalogándola como una situación "vergonzosa". Debido a esto, el técnico Pedro García asumió su responsabilidad ante tal magna derrota y fue despedido de la selección chilena.
A esto se sumó que, sorpresivamente, la ANFP vendió los derechos de transmisión de los partidos de la selección chilena a la cadena PSN, generando una crisis que acabó con la renuncia de la mesa directiva de la Asociación, y la llegada del timonel de Wanderers, Reinaldo Sánchez, más conocido como Don Choco, a la presidencia el 1 de octubre.
Chile, quien ya había sentenciado su peor clasificatoria, jugó ante Brasil, Ecuador y Colombia, con el nuevo director técnico, Jorge Garcés. Ante Brasil de visitante perdió 2-0. Con este resultado, y combinado con la victoria de Venezuela sobre Perú, Chile cayó al último lugar de la tabla de posiciones, a dos puntos de la selección vinotinto. Un mes después, La Roja jugó ante Colombia en Bogotá, cayendo por 3-1. En ese partido fueron expulsados cuatro jugadores de la selección chilena: Víctor Cancino, Moisés Villarroel, Patricio Ormazábal y Marco Villaseca. En el último partido de la eliminatoria, Chile empató 0-0 con la selección de Ecuador, quedando de esta forma en último lugar con 12 puntos, siendo así su peor clasificatoria en toda su historia.

## Proceso de clasificación
| Equipo    | Pts | PJ | PG | PE | PP | GF | GC | Dif |
| --------- | --- | -- | -- | -- | -- | -- | -- | --- |
| Argentina | 43  | 18 | 13 | 4  | 1  | 42 | 15 | +27 |
| Ecuador   | 31  | 18 | 9  | 4  | 5  | 23 | 20 | +3  |
| Brasil    | 30  | 18 | 9  | 3  | 6  | 31 | 17 | +14 |
| Paraguay  | 30  | 18 | 9  | 3  | 6  | 29 | 23 | +6  |
| Uruguay   | 27  | 18 | 7  | 6  | 5  | 19 | 13 | +6  |
| Colombia  | 27  | 18 | 7  | 6  | 5  | 20 | 15 | +5  |
| Bolivia   | 18  | 18 | 4  | 6  | 8  | 21 | 33 | –12 |
| Perú      | 16  | 18 | 4  | 4  | 10 | 14 | 25 | –11 |
| Venezuela | 16  | 18 | 5  | 1  | 12 | 18 | 44 | –26 |
| Chile     | 12  | 18 | 3  | 3  | 12 | 15 | 27 | –12 |

| L\V                  | Bandera de Argentina | Bandera de Bolivia | Bandera de Brasil | Bandera de Chile | Bandera de Colombia | Bandera de Ecuador | Bandera de Paraguay | Bandera de Perú | Bandera de Uruguay | Bandera de Venezuela |
| Bandera de Argentina |                      | 1:0                | 2:1               | 4:1              | 3:0                 | 2:0                | 1:1                 | 2:0             | 2:1                | 5:0                  |
| Bandera de Bolivia   | 3:3                  |                    | 3:1               | 1:0              | 1:1                 | 1:5                | 0:0                 | 1:0             | 0:0                | 5:0                  |
| Bandera de Brasil    | 3:1                  | 5:0                |                   | 2:0              | 1:0                 | 3:2                | 2:0                 | 1:1             | 1:1                | 3:0                  |
| Bandera de Chile     | 0:2                  | 2:2                | 3:0               |                  | 0:1                 | 0:0                | 3:1                 | 1:1             | 0:1                | 0:2                  |
| Bandera de Colombia  | 1:3                  | 2:0                | 0:0               | 3:1              |                     | 0:0                | 0:2                 | 0:1             | 1:0                | 3:0                  |
| Bandera de Ecuador   | 0:2                  | 2:0                | 1:0               | 1:0              | 0:0                 |                    | 2:1                 | 2:1             | 1:1                | 2:0                  |
| Bandera de Paraguay  | 2:2                  | 5:1                | 2:1               | 1:0              | 0:4                 | 3:1                |                     | 5:1             | 1:0                | 3:0                  |
| Bandera de Perú      | 1:2                  | 1:1                | 0:1               | 3:1              | 0:1                 | 1:2                | 2:0                 |                 | 0:2                | 1:0                  |
| Bandera de Uruguay   | 1:1                  | 1:0                | 1:0               | 2:1              | 1:1                 | 4:0                | 0:1                 | 0:0             |                    | 3:1                  |
| Bandera de Venezuela | 0:4                  | 4:2                | 0:6               | 0:2              | 2:2                 | 1:2                | 3:1                 | 3:0             | 2:0                |                      |

### Puntos obtenidos contra cada selección durante las eliminatorias
La siguiente es una tabla detallada de los 12 puntos obtenidos contra cada una de las 9 selecciones que enfrentó la selección chilena durante las eliminatorias. 
| VS        | Bandera de Argentina | Bandera de Bolivia | Bandera de Brasil | Bandera de Colombia | Bandera de Ecuador | Bandera de Paraguay | Bandera de Perú | Bandera de Uruguay | Bandera de Venezuela | Total |
| --------- | -------------------- | ------------------ | ----------------- | ------------------- | ------------------ | ------------------- | --------------- | ------------------ | -------------------- | ----- |
| Local     | 0                    | 1                  | 3                 | 0                   | 1                  | 3                   | 1               | 0                  | 0                    | 9     |
| Visitante | 0                    | 0                  | 0                 | 0                   | 0                  | 0                   | 0               | 0                  | 3                    | 3     |
| Total     | 0                    | 1                  | 3                 | 0                   | 1                  | 3                   | 1               | 0                  | 3                    | 12    |

### Evolución de posiciones
| País / Fecha | 1    | 2   | 3   | 4   | 5   | 6   | 7   | 8   | 9   | 10  | 11  | 12  | 13  | 14  | 15  | 16   | 17   | 18   |
| ------------ | ---- | --- | --- | --- | --- | --- | --- | --- | --- | --- | --- | --- | --- | --- | --- | ---- | ---- | ---- |
| Chile        | 10.° | 9.° | 9.° | 8.° | 8.° | 6.° | 6.° | 6.° | 7.° | 7.° | 8.° | 8.° | 9.° | 9.° | 9.° | 10.° | 10.° | 10.° |

## Partidos

### Primera vuelta
| 29 de marzo de 2000, 21:30 (UTC-3) | Argentina                                        | 4:1 (2:1) | Chile     | Estadio Monumental, Buenos Aires                         |                                                          |
|                                    | Batistuta 9' · Verón 33', 71' (pen.) · López 87' | Reporte   | 29' Tello | Asistencia: 46 374 espectadores Árbitro(s): Byron Moreno | Asistencia: 46 374 espectadores Árbitro(s): Byron Moreno |

| 26 de abril de 2000, 21:00 (UTC-4) | Chile      | 1:1 (1:1) | Perú     | Estadio Nacional, Santiago                                    |                                                               |
|                                    | Margas 42' | Reporte   | 38' Jayo | Asistencia: 44 979 espectadores Árbitro(s): Epifanio González | Asistencia: 44 979 espectadores Árbitro(s): Epifanio González |

| 3 de junio de 2000, 17:00 (UTC-3) | Uruguay                       | 2:1 (2:1)    | Chile               | Estadio Centenario, Montevideo                             |                                                            |
|                                   | Silva 35' · Paolo Montero 42' | FIFA Reporte | 39' (pen.) Zamorano | Asistencia: 60 000 espectadores Árbitro(s): Robert Troxler | Asistencia: 60 000 espectadores Árbitro(s): Robert Troxler |

| 29 de junio de 2000, 19:45 (UTC-4) | Chile                                               | 3:1 (2:0) | Paraguay    | Estadio Nacional, Santiago                                 |                                                            |
|                                    | Caniza 19' (a.g.) · Salas 35' · Zamorano 80' (pen.) | Reporte   | 71' Cardozo | Asistencia: 35 200 espectadores Árbitro(s): Claudio Martin | Asistencia: 35 200 espectadores Árbitro(s): Claudio Martin |

| 19 de julio de 2000, 16:10 (UTC-4) | Bolivia    | 1:0 (0:0) | Chile | Estadio Hernando Siles, La Paz                               |                                                              |
|                                    | Suárez 85' | Reporte   |       | Asistencia: 35 412 espectadores Árbitro(s): John Toro Rendon | Asistencia: 35 412 espectadores Árbitro(s): John Toro Rendon |

| 25 de julio de 2000, 19:00 (UTC-4) | Venezuela | 0:2 (0:0) | Chile                    | Polideportivo de Pueblo Nuevo, San Cristóbal                |                                                             |
|                                    |           | Reporte   | 70' Tapia · 89' Zamorano | Asistencia: 14 880 espectadores Árbitro(s): Héctor Baldassi | Asistencia: 14 880 espectadores Árbitro(s): Héctor Baldassi |

| 15 de agosto de 2000, 21:10 (UTC-3) | Chile                                | 3:0 (2:0) | Brasil | Estadio Nacional, Santiago                                    |                                                               |
|                                     | Estay 25' · Zamorano 43' · Salas 74' | Reporte   |        | Asistencia: 64 671 espectadores Árbitro(s): Epifanio González | Asistencia: 64 671 espectadores Árbitro(s): Epifanio González |

| 2 de septiembre de 2000, 20:30 (UTC-3) | Chile | 0:1 (0:0) | Colombia     | Estadio Nacional, Santiago                                   |                                                              |
|                                        |       | Reporte   | 66' Castillo | Asistencia: 60 000 espectadores Árbitro(s): Gustavo Gallesio | Asistencia: 60 000 espectadores Árbitro(s): Gustavo Gallesio |

| 8 de octubre de 2000, 15:00 (UTC-5) | Ecuador     | 1:0 (0:0) | Chile | Estadio Olímpico Atahualpa, Quito                         |                                                           |
|                                     | Delgado 75' | Reporte   |       | Asistencia: 28 556 espectadores Árbitro(s): Ubaldo Aquino | Asistencia: 28 556 espectadores Árbitro(s): Ubaldo Aquino |

### Segunda vuelta
| 15 de noviembre de 2000, 21:40 (UTC-4) | Chile | 0:2 (0:1) | Argentina               | Estadio Nacional, Santiago                                  |                                                             |
|                                        |       | Reporte   | 27' Ortega · 89' Husaín | Asistencia: 56 529 espectadores Árbitro(s): Carlos Amarilla | Asistencia: 56 529 espectadores Árbitro(s): Carlos Amarilla |

| 27 de marzo de 2001, 21:00 (UTC-5) | Perú                                    | 3:1 (0:0) | Chile     | Estadio Nacional del Perú, Lima                           |                                                           |
|                                    | Maestri 53' · Mendoza 72' · Pizarro 81' | Reporte   | 61' Navia | Asistencia: 38 901 espectadores Árbitro(s): Ángel Sánchez | Asistencia: 38 901 espectadores Árbitro(s): Ángel Sánchez |

| 24 de abril de 2001, 21:30 (UTC-4) | Chile | 0:1 (0:1) | Uruguay         | Estadio Nacional, Santiago                                   |                                                              |
|                                    |       | Reporte   | 12' (a.g.) Díaz | Asistencia: 45 676 espectadores Árbitro(s): Horacio Elizondo | Asistencia: 45 676 espectadores Árbitro(s): Horacio Elizondo |

| 2 de junio de 2001, 20:30 (UTC-3) | Paraguay      | 1:0 (0:0) | Chile | Estadio Defensores del Chaco, Asunción                      |                                                             |
|                                   | Paredes 90+3' | Reporte   |       | Asistencia: 35 000 espectadores Árbitro(s): Rodrigo Badilla | Asistencia: 35 000 espectadores Árbitro(s): Rodrigo Badilla |

| 14 de agosto de 2001, 21:30 (UTC-4) | Chile                 | 2:2 (1:1) | Bolivia                             | Estadio Nacional, Santiago                                  |                                                             |
|                                     | Salas 35' (pen.), 75' | Reporte   | 19' (pen.) Baldivieso · 71' Coimbra | Asistencia: 34 657 espectadores Árbitro(s): Enrique Cáceres | Asistencia: 34 657 espectadores Árbitro(s): Enrique Cáceres |

| 4 de septiembre de 2001, 20:00 (UTC-4)                                                                               | Chile | 0:2 (0:0) | Venezuela             | Estadio Nacional, Santiago                              |                                                         |
| |       | Reporte   | 56' Páez · 62' Arango | Asistencia: 30 000 espectadores Árbitro(s): René Ortubé | Asistencia: 30 000 espectadores Árbitro(s): René Ortubé |
| Primera Victoria de Venezuela sobre Chile. Primera victoria en eliminatorias de Venezuela en condición de visitante. |       |           |                       |                                                         |                                                         |

| 7 de octubre de 2001, 16:00 (UTC-3) | Brasil                    | 2:0 (0:0) | Chile | Estadio Couto Pereira, Curitiba                              |                                                              |
|                                     | Edílson 52' · Rivaldo 63' | Reporte   |       | Asistencia: 52 000 espectadores Árbitro(s): Horacio Elizondo | Asistencia: 52 000 espectadores Árbitro(s): Horacio Elizondo |

| 7 de noviembre de 2001, 16:00 (UTC-5) | Colombia                                       | 3:1 (1:1) | Chile       | Estadio El Campín, Bogotá                                  |                                                            |
|                                       | Grisales 19' · Ángel 67' (pen.) · González 68' | Reporte   | 39' Riveros | Asistencia: 26 050 espectadores Árbitro(s): Daniel Giménez | Asistencia: 26 050 espectadores Árbitro(s): Daniel Giménez |

| 14 de noviembre de 2001, 20:40 (UTC-4) | Chile | 0:0     | Ecuador | Estadio Nacional, Santiago                                |                                                           |
|                                        |       | Reporte |         | Asistencia: 19 237 espectadores Árbitro(s): Juan Paniagua | Asistencia: 19 237 espectadores Árbitro(s): Juan Paniagua |

## Jugadores
Listado de jugadores que participaron en las eliminatorias para la Copa Mundial 2002.
| Pos. | Nombre                | Club                    |
| ---- | --------------------- | ----------------------- |
| POR  | Marcelo Ramírez       | Colo-Colo               |
| POR  | Nelson Tapia          | Deportes Puerto Montt   |
| POR  | Carlos Toro           | Santiago Wanderers      |
| POR  | Sergio Vargas         | Universidad de Chile    |
| DEF  | Cristián Álvarez      | Universidad Católica    |
| DEF  | Pedro Reyes           | AJ Auxerre              |
| DEF  | Javier Margas         | West Ham United         |
| DEF  | Pablo Contreras       | Osasuna                 |
| DEF  | Miguel Ramírez        | Universidad Católica    |
| DEF  | Jorge Vargas          | Reggina                 |
| DEF  | Mauricio Aros         | Universidad de Chile    |
| DEF  | Rafael Olarra         | Osasuna                 |
| DEF  | Ricardo Rojas         | América                 |
| DEF  | Ronald Fuentes        | Universidad de Chile    |
| DEF  | Francisco Rojas       | SK Sturm Graz           |
| DEF  | Ítalo Díaz            | Cobreloa                |
| DEF  | Rodrigo Pérez         | Cobreloa                |
| DEF  | Luis Fuentes          | Cobreloa                |
| DEF  | Mauricio Pozo         | Cobreloa                |
| DEF  | Eros Pérez            | Colón                   |
| DEF  | Fernando Solís        | Unión Española          |
| DEF  | Héctor Robles         | Santiago Wanderers      |
| DEF  | Raúl Muñoz            | Colo-Colo               |
| DEF  | Jorge Torres          | Deportes Concepción     |
| DEF  | Cristián Gómez        | Coquimbo Unido          |
| MED  | Miguel Ponce          | Universidad Católica    |
| MED  | Claudio Maldonado     | São Paulo               |
| MED  | Patricio Ormazábal    | Universidad Católica    |
| MED  | Milovan Mirosevic     | Universidad Católica    |
| MED  | Clarence Acuña        | Newcastle United        |
| MED  | Rodrigo Tello         | Sporting Lisboa         |
| MED  | David Pizarro         | Udinese Calcio          |
| MED  | José Luis Sierra      | Colo-Colo               |
| MED  | Fernando Cornejo †    | Cobreloa                |
| MED  | Rodrigo Meléndez      | Cobreloa                |
| MED  | Nelson Parraguez      | Necaxa                  |
| MED  | Marco Villaseca       | Colo-Colo               |
| MED  | Rodrigo Núñez         | Santiago Wanderers      |
| MED  | Pablo Galdames        | Cruz Azul               |
| MED  | Fabián Estay          | Atlante                 |
| MED  | Moisés Villarroel     | Santiago Wanderers      |
| MED  | Esteban Valencia      | Colón                   |
| MED  | Alejandro Osorio      | Estudiantes de La Plata |
| MED  | Jaime Valdés          | Bari                    |
| MED  | Rodrigo Valenzuela    | Santiago Wanderers      |
| MED  | Víctor Cancino        | Deportes Concepción     |
| MED  | Luis Chavarría        | Universidad de Chile    |
| MED  | Jorge Ormeño          | Santiago Wanderers      |
| MED  | Miguel Ángel Castillo | Palestino               |
| MED  | Jaime Riveros         | Santiago Wanderers      |
| MED  | Fernando Martel       | Santiago Morning        |
| MED  | Luis Medina           | Unión Española          |
| MED  | Arturo Sanhueza       | Santiago Wanderers      |
| MED  | Patricio Almendra     | Deportes Concepción     |
| MED  | Darwin Pérez          | Deportes Concepción     |
| DEL  | Iván Zamorano         | América                 |
| DEL  | Marcelo Salas         | Juventus                |
| DEL  | Héctor Tapia          | Colo-Colo               |
| DEL  | Sebastián González    | Colo-Colo               |
| DEL  | Claudio Núñez         | Tigres de la UANL       |
| DEL  | Sebastián Rozental    | Colo-Colo               |
| DEL  | Reinaldo Navia        | Tecos de la UAG         |
| DEL  | Rodrigo Ruiz          | Santos Laguna           |
| DEL  | Cristián Montecinos   | Deportes Concepción     |
| DEL  | Manuel Neira          | Unión Española          |
| DEL  | Axel Ahumada          | Coquimbo Unido          |
| DEL  | Arturo Norambuena     | Universidad Católica    |
| DEL  | Julio Gutiérrez       | Messina                 |

Nominados sin minutos
| Pos. | Nombre             | Club                 |
| ---- | ------------------ | -------------------- |
| POR  | Javier di Gregorio | Coquimbo Unido       |
| POR  | Nicolás Peric      | Rangers              |
| POR  | Carlos Tejas       | Coquimbo Unido       |
| DEF  | David Henríquez    | Colo-Colo            |
| DEF  | Rodrigo Barra      | Santiago Wanderers   |
| DEF  | Alex Von-Schwedler | Universidad de Chile |
| DEF  | Adrián Rojas       | Palestino            |
| MED  | Joel Reyes         | Santiago Morning     |
| DEL  | Mario Núñez        | Universidad Católica |
| DEL  | Carlos Reyes       | Colo-Colo            |
| DEL  | Marcelo Corrales   | Unión San Felipe     |

### Goleadores
Los goleadores de la Selección Chilena durante las eliminatorias fueron Marcelo Salas e Iván Zamorano con 4 anotaciones.
| Jugador                | Club                | Goles |
| ---------------------- | ------------------- | ----- |
| Marcelo Salas          | Juventus            | 4     |
| Iván Zamorano          | Club América        | 4     |
| Héctor Tapia           | Colo Colo           | 1     |
| Jaime Riveros          | Santiago Wanderers  | 1     |
| Javier Margas          | West Ham United     | 1     |
| Reinaldo Navia         | Tecos UAG           | 1     |
| Rodrigo Tello          | Sporting de Lisboa  | 1     |
| Fabián Estay           | Club América        | 1     |
| Denis Caniza (Autogol) | Club Atlético Lanús | 1     |